# NK Drava Ptuj
NK Drava Ptuj a fost o echipă de fotbal din Ptuj, Slovenia. Clubul a fost denumit după râul Drava, care își are cursul prin orașul Ptuj.

## Lotul Curent
Din septembrie 2009
| Nr. |          | Poziție | Jucător           |
| --- | -------- | ------- | ----------------- |
| 1   | Slovenia | P       | Anže Rupnik       |
| 3   | Slovenia | F       | Denis Perger      |
| 6   | Slovenia | F       | Siniša Anđelkovič |
| 7   | Slovenia | M       | Milko Kovač       |
| 8   | Slovenia | M       | Aleš Čeh          |
| 9   | Slovenia | A       | Borut Semler      |
| 10  | Slovenia | A       | Doris Kelenc      |
| 11  | Nigeria  | A       | Abdulrazak Ekpoki |
| 13  | Slovenia | M       | Andrej Prejac     |
| 14  | Slovenia | F       | Rok Marinič       |
| 16  | Slovenia | P       | Miha Bratušek     |
| 17  | Slovenia | M       | Rene Vrabl        |
| 18  | Slovenia | M       | Damir Zagoršek    |
| 19  | Slovenia | F       | Gregor Marc       |

| Nr. |            | Poziție | Jucător        |
| --- | ---------- | ------- | -------------- |
| 20  | Slovenia   | F       | Renato Turkuš  |
| 21  | Croația    | A       | Tonči Žilić    |
| 22  | Slovenia   | M       | Rok Kronaveter |
| 23  | Slovenia   | M       | Marko Pečnik   |
| 24  | Slovenia   | F       | Marko Balažic  |
| 26  | Slovenia   | F       | Marko Roškar   |
| 27  | Croația    | M       | Marko Trojak   |
| 28  | Portugalia | M       | Ricardo Sousa  |
| 30  | Nigeria    | M       | John Ugochukwu |
| 35  | Slovenia   | P       | Nemanja Jozič  |
| 87  | Slovenia   | A       | Gorazd Zajc    |
| 88  | Slovenia   | F       | Klemen Medved  |
| 91  | Slovenia   | A       | Robert Kurež   |